# High Standard Manufacturing Company
A High Standard Firearms era um fabricante americano de armas de fogo, com sede em Houston, Texas. A empresa foi fundada em Hamden, Connecticut, em 1926, como fornecedora de inúmeras empresas de armas de fogo no vale de Connecticut, e encerrou suas atividades em maio de 2018.

## Histórico
Em 1932, a High Standard Firearms, chefiada por Carl Gustav Swebilius, comprou a Hartford Arms and Equipment Company e começou a fabricar pistolas calibre .22.
Durante a Segunda Guerra Mundial, a empresa forneceu pistolas calibre .22 para as forças armadas para treinamento básico com pistola e familiarização. A pedido do Diretor Adjunto de Pesquisa e Desenvolvimento do "Office of Strategic Services", Stanley P. Lovell, a empresa também desenvolveu uma "pistola silenciosa" e sem flash para uso por agentes do "OSS" atrás das linhas inimigas. Um exemplo da pistola pode ser visto na Biblioteca Presidencial Franklin Delano Roosevelt em Hyde Park, Nova York.
Introduzido em 1962, o High Standard D-100 e os posteriores D-101 e DM-101 são derringers de ação dupla e sem cão, com guarda-mato de meio-gatilho por ação basculante. Esses derringers de cano duplo estavam disponíveis para os cartuchos .22 Long Rifle e .22 Magnum e tinham opção de acabamento azulado, níquelado, prateado e dourado. Eles foram descontinuados em 1984.

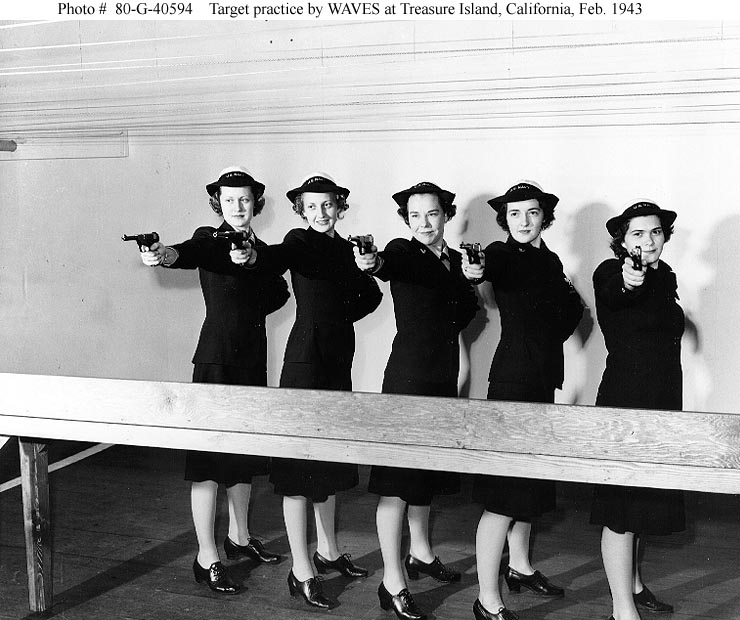
Foto publicitária do WAVES da Marinha dos EUA praticando tiro ao alvo com pistolas de treinamento calibre .22 Modelo B da High Standard em 1943.

Em 1968, a empresa foi adquirida pelo Grupo Leisure. Seguiu-se um período turbulento, devido à aprovação da Lei de Controle de Armas de 1968. A empresa então se mudou para East Hartford em 1976. Em 1978, Clem Confessore, presidente da empresa, liderou a aquisição da High Standard do Leisure Group.
Em dezembro de 1984, seus ativos foram leiloados. Gordon Elliott, que era o Distribuidor Nacional de Peças, comprou: as pistolas .22 Target, a linha Crusader e o nome e marcas comerciais High Standard.
Em 1990, a American Derringer obteria os direitos do projeto High Standard Derringer.
Na primavera de 1993, a High Standard of Houston, Texas, adquiriu os ativos e marcas comerciais da empresa, bem como as pistolas .22. Esses ativos originais foram transferidos de Connecticut para Houston, Texas, em julho de 1993. Os primeiros embarques de pistolas fabricadas em Houston começaram em março de 1994.

## Produtos

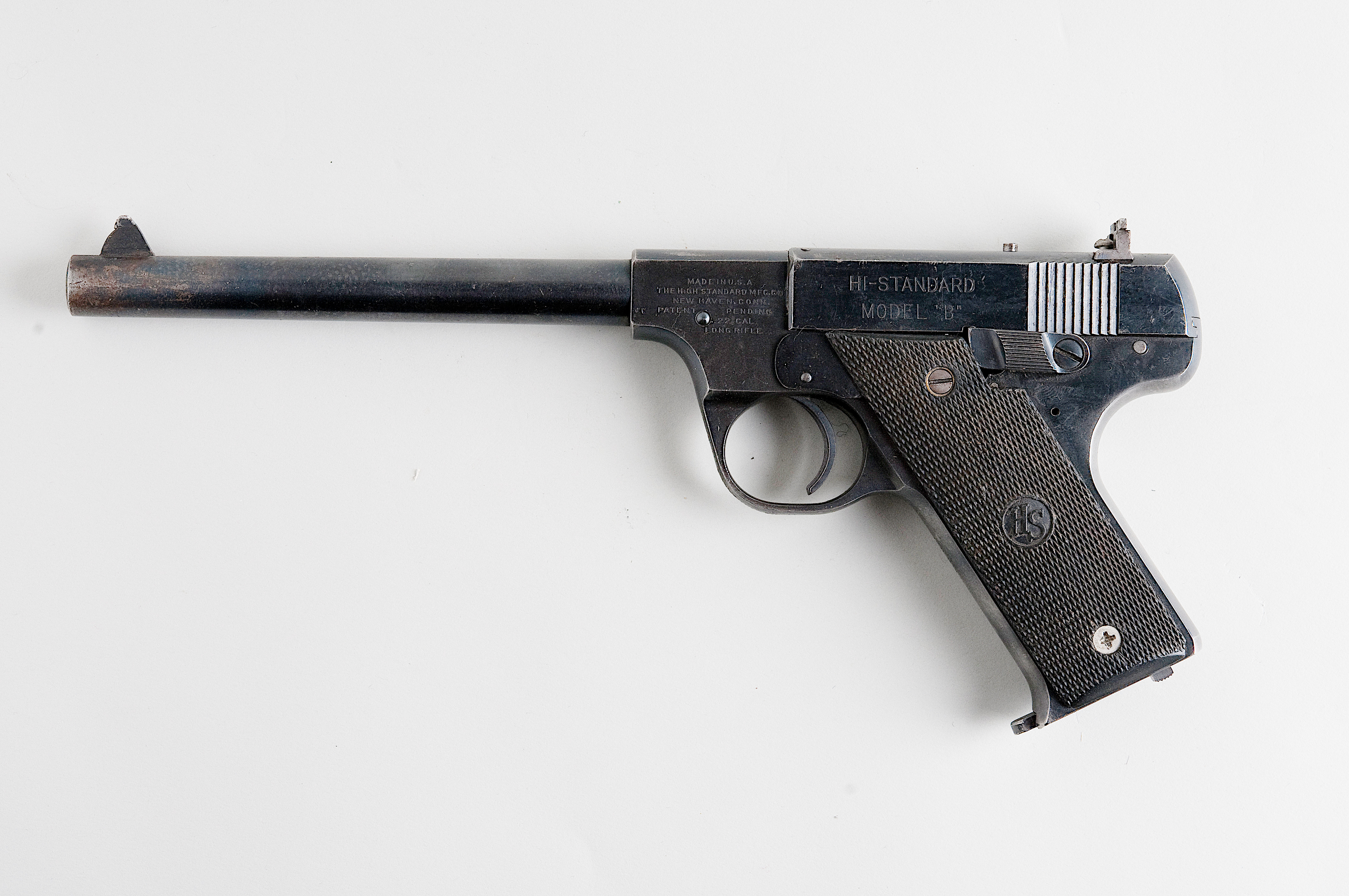
Uma High Standard modelo "B".

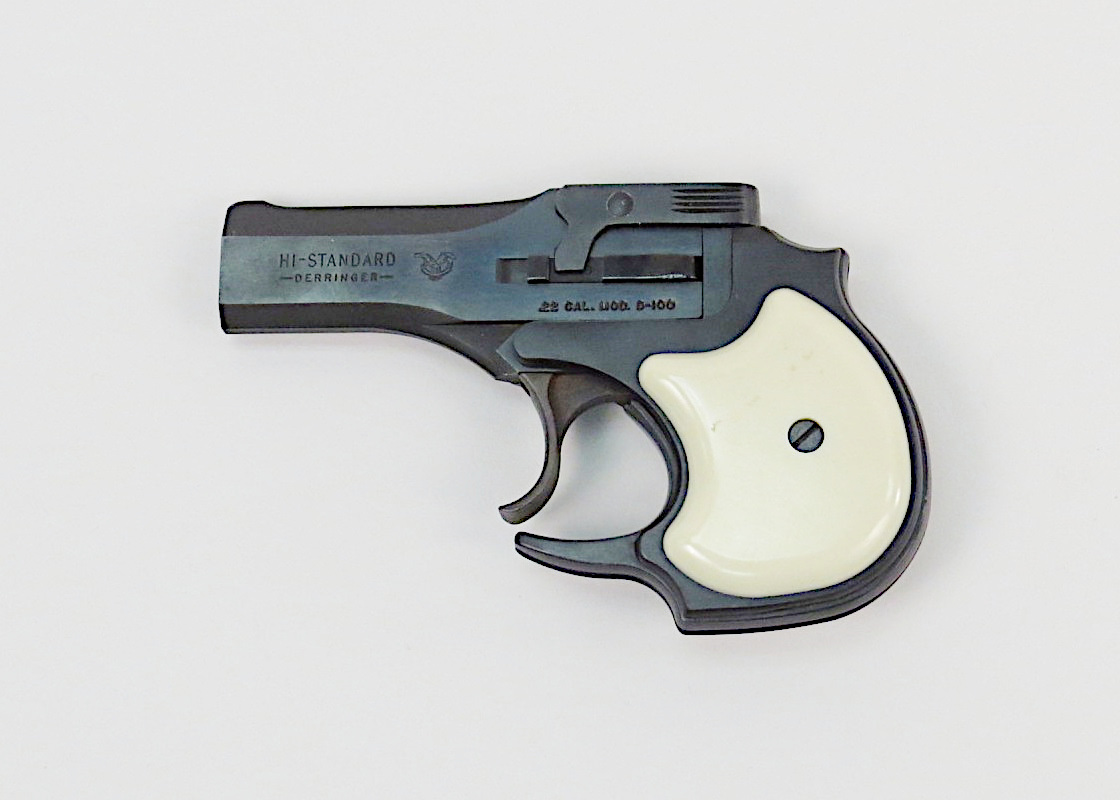
Uma High Standard modelo "D" (derringer).

### High Standard
- High Standard .22 Target Pistols (1926)[7]
- High Standard .22 Revolvers (1955)[8]
- High Standard Derringers (1962)[6]
- High Standard .50 Cal M-2 (Browning) Heavy Machine gun
- High Standard HDM
- High Standard M16 rifles
- High Standard HSA-15 5.56 NATO/.223 Rem Rifles & Carbines (AR-15 style rifles)
- High Standard HSA-15 .300 Blackout
- High Standard Model 10
- High Standard Model S

### Pistolas de ação dupla
- High Standard Longhorn Double 9 .22 Caliber Pistol

### AMT
- AMT Hardballer 1911 Pistols
- AMT Automag II .22 WMR
- AMT Backup

### Interarms
- Interarms AK-47 rifles
- Interarms AK-74 rifles